# Alaksandr Dudko
Alaksandr Michajławicz Dudko (biał. Аляксандр Міхайлавіч Дудко, ros. Александр Михайлович Дудко, Aleksandr Michajłowicz Dudko; ur. 3 października 1958 w Czerninie w obwodzie homelskim) – białoruski kołchoźnik i polityk, deputowany do Rady Najwyższej Republiki Białorusi XIII kadencji, w latach 1996–2000 deputowany do Izby Reprezentantów Zgromadzenia Narodowego Republiki Białorusi I kadencji.

## Życiorys
Urodził się 3 października 1958 roku we wsi Czernin, w rejonie swietłahorskim obwodu homelskiego Białoruskiej SRR, ZSRR. W 1980 roku ukończył Białoruski Instytut Mechanizacji Gospodarstwa Wiejskiego, uzyskując wykształcenie inżyniera mechanika. W latach 1980–1983 pracował jako główny inżynier w kołchozie „Iskra” w rejonie kalinkowickim. Od 1983 roku pełnił funkcję dyrektora sowchozu „Kaplicze” w rejonie kalinowickim. Był członkiem Partii Agrarnej.
W drugiej turze wyborów parlamentarnych 28 maja 1995 roku został wybrany na deputowanego do Rady Najwyższej Republiki Białorusi XIII kadencji z kalinkowickiego wiejskiego okręgu wyborczego nr 98. 9 stycznia 1996 roku został zaprzysiężony na deputowanego. Od 23 stycznia pełnił w Radzie Najwyższej funkcję członka Stałej Komisji ds. Praw Człowieka, Kwestii Narodowościowych, Środków Masowego Przekazu, Kontaktu ze Zjednoczeniami Społecznymi i Organizacjami Religijnymi. Poparł dokonaną przez prezydenta Alaksandra Łukaszenkę kontrowersyjną i częściowo nieuznaną międzynarodowo zmianę konstytucji. 27 listopada 1996 roku przestał uczestniczyć w pracach Rady Najwyższej i wszedł w skład utworzonej przez prezydenta Izby Reprezentantów Zgromadzenia Narodowego Republiki Białorusi I kadencji. Pełnił w niej funkcję członka Komisji ds. Katastrofy w Czarnobylu, Ekologii i Eksploatacji Przyrody. Zgodnie z Konstytucją Białorusi z 1994 roku jego mandat deputowanego do Rady Najwyższej zakończył się 9 stycznia 2001 roku; kolejne wybory do tego organu jednak nigdy się nie odbyły.

## Życie prywatne
Alaksandr Dudko jest żonaty. W 1995 roku mieszkał we wsi Kaplicze w rejonie kalinkowickim.